# Масканурське сільське поселення
Маскану́рське сільське поселення (рос. Масканурское сельское поселение) — муніципальне утворення у складі Новотор'яльського району Марій Ел, Росія. Адміністративний центр — село Масканур.

## Історія
Станом на 2002 рік існували Великолумарська сільська рада (присілки Велика Лумар, Велике Танаково, Верхня Ор'я, Ізаньга, Корнево, Куршенер, Мала Лумар, Мале Танаково, Середня Ор'я, Сухоріч'є, Толмань-Ібраєво, Чорнозільє, Шуньга), Куанпамаська сільська рада (присілки Великий Вільял, Верхній Кугенер, Демушенки, Комичі, Косоротково, Куанпамаш, Малий Вільял, Нижній Кугенер, Памаші, Плішкінці, Філіп-Левинці) та Масканурська сільська рада (село Масканур, присілки Бахтіно, Вятчино, Єгошино, Масканур, Олені, Плешівці, Тушнурята, Федотово, Шестаково).
1 квітня 2009 року були ліквідовані Великолумарське сільське поселення (колишня Великолумарська сільська рада,й) та Куанпамаське сільське поселення (колишня Куанпамаська сільська рада), їхні території увійшли до складу Масканурського сільського поселення (колишня Масканурська сільська рада).

## Населення
Населення — 1247 осіб (2019, 1602 у 2010, 1893 у 2002).

## Склад
До складу поселення входять такі населені пункти:
| Населений пункт           | Населення, осіб (2002) | Населення, осіб (2010) |
| ------------------------- | ---------------------- | ---------------------- |
| Бахтіно, присілок         | 19                     | 12                     |
| Велика Лумар, присілок    | 376                    | 338                    |
| Велике Танаково, присілок | 141                    | 122                    |
| Великий Вільял, присілок  | 63                     | 44                     |
| Верхній Кугенер, присілок | 73                     | 55                     |
| Верхня Ор'я, присілок     | 49                     | 33                     |
| Вятчино, присілок         | 4                      | 4                      |
| Демушенки, присілок       | 3                      | 0                      |
| Єгошино, присілок         | 7                      | 6                      |
| Ізаньга, присілок         | 90                     | 86                     |
| Комичі, присілок          | 14                     | 9                      |
| Корнево, присілок         | 0                      | -                      |
| Косоротково, присілок     | 11                     | 9                      |
| Куанпамаш, присілок       | 236                    | 212                    |
| Куршенер, присілок        | 26                     | 11                     |
| Мала Лумар, присілок      | 28                     | 37                     |
| Мале Танаково, присілок   | 19                     | 19                     |
| Малий Вільял, присілок    | 33                     | 20                     |
| Масканур, село            | 394                    | 349                    |
| Масканур, присілок        | 9                      | 8                      |
| Нижній Кугенер, присілок  | 78                     | 62                     |
| Олені, присілок           | 2                      | 2                      |
| Памаші, присілок          | 44                     | 26                     |
| Плешівці, присілок        | 25                     | 17                     |
| Плішкінці, присілок       | 1                      | 1                      |
| Середня Ор'я, присілок    | 60                     | 55                     |
| Сухоріч'є, присілок       | 31                     | 16                     |
| Толмань-Ібраєво, присілок | 1                      | 1                      |
| Тушнурята, присілок       | 23                     | 18                     |
| Федотово, присілок        | 0                      | -                      |
| Філіп-Левинці, присілок   | 0                      | 0                      |
| Чорнозільє, присілок      | 5                      | 0                      |
| Шестаково, присілок       | 3                      | 6                      |
| Шуньга, присілок          | 25                     | 24                     |